# Toyota Auto Body Queenseis 2018-2019
Questa voce raccoglie le informazioni riguardanti le Toyota Auto Body Queenseis nella stagione 2018-2019.

## Organigramma societario
Area direttiva
- Presidente: Hidenori Kitagawa

Area tecnica
- Allenatore: Asako Tajimi
- Assistente allenatore: Haruya Indo, Yukiko Uchida, Taisuke Kimura, Kento Hayashi
- Scoutman: Okamura Takuya

## Rosa
| N° | Nome              | Ruolo | Data di nascita   | Nazionalità sportiva |
| -- | ----------------- | ----- | ----------------- | -------------------- |
| 1  | Hinata Shigihara  | S     | 25 febbraio 2001  | Giappone             |
| 2  | Mio Satō          | L     | 12 febbraio 1993  | Giappone             |
| 3  | Saori Takahashi   | S     | 9 dicembre 1992   | Giappone             |
| 4  | Momoko Higane     | P     | 3 marzo 1993      | Giappone             |
| 5  | Mami Uchiseto     | S     | 25 ottobre 1991   | Giappone             |
| 6  | Nao Muranaga      | S     | 26 dicembre 1993  | Giappone             |
| 7  | Marina Shichi     | S     | 1º giugno 1992    | Giappone             |
| 8  | Misato Sakakibara | L     | 14 novembre 1991  | Giappone             |
| 9  | Ayano Tsuji       | C     | 12 settembre 1996 | Giappone             |
| 10 | Momoka Oda        | O     | 28 gennaio 1994   | Giappone             |
| 11 | Erika Araki       | C     | 3 agosto 1984     | Giappone             |
| 12 | Aya Watanabe      | C     | 23 aprile 1991    | Giappone             |
| 13 | Neriman Özsoy     | S/O   | 13 luglio 1988    | Turchia              |
| 14 | Nozomi Kanamoto   | S     | 25 agosto 1994    | Giappone             |
| 15 | Ayaka Sugi        | C     | 14 febbraio 1996  | Giappone             |
| 16 | Kasumi Nakaya     | S     | 8 ottobre 1994    | Giappone             |
| 17 | Miyoko Yabuta     | S     | 1º dicembre 1995  | Giappone             |
| 18 | Yuki Yamagami     | P     | 6 marzo 1995      | Giappone             |
| 19 | Yukako Yasui      | L     | 8 gennaio 1999    | Giappone             |
| 20 | Risako Yamagata   | P     | 4 luglio 1995     | Giappone             |

## Statistiche

### Statistiche dei giocatori
| Giocatrice    | V.League Division 1 | V.League Division 1 | V.League Division 1 | V.League Division 1 | V.League Division 1 |
| Giocatrice    | P                   | PT                  | AV                  | MV                  | BV                  |
| ------------- | ------------------- | ------------------- | ------------------- | ------------------- | ------------------- |
| E. Araki      | 23                  | 222                 | 135                 | 67                  | 20                  |
| M. Higane     | 27                  | 20                  | 8                   | 4                   | 8                   |
| N. Kanamoto   | 18                  | 1                   | 1                   | 0                   | 0                   |
| N. Muranaga   | 24                  | 104                 | 84                  | 14                  | 6                   |
| K. Nakaya     | 3                   | 2                   | 2                   | 0                   | 0                   |
| M. Oda        | 22                  | 107                 | 98                  | 3                   | 6                   |
| N. Özsoy      | 25                  | 635                 | 580                 | 39                  | 16                  |
| M. Sakakibara | 27                  | 0                   | 0                   | 0                   | 0                   |
| M. Satō       | 22                  | 0                   | 0                   | 0                   | 0                   |
| M. Shichi     | 3                   | 0                   | 0                   | 0                   | 0                   |
| H. Shigihara  | 1                   | 0                   | 0                   | 0                   | 0                   |
| A. Sugi       | 27                  | 79                  | 64                  | 12                  | 3                   |
| S. Takahashi  | 23                  | 176                 | 149                 | 18                  | 9                   |
| A. Tsuji      | 8                   | 0                   | 0                   | 0                   | 0                   |
| M. Uchiseto   | 26                  | 279                 | 242                 | 30                  | 7                   |
| A. Watanabe   | 25                  | 206                 | 154                 | 35                  | 17                  |
| M. Yabuta     | 26                  | 23                  | 17                  | 2                   | 4                   |
| Y. Yamagami   | 24                  | 20                  | 3                   | 6                   | 11                  |
| R. Yamagata   | 3                   | 0                   | 0                   | 0                   | 0                   |
| Y. Yasui      | 12                  | 0                   | 0                   | 0                   | 0                   |

P = presenze; PT = punti totali; AV = attacchi vincenti; MV = muri vincenti; BV = battute vincenti

NB: Non sono disponibili i dati relativi alla Coppa dell'Imperatrice, al Torneo Kurowashiki e di conseguenza quelli totali